# Hans-Enno Korn
Hans-Enno Korn (eigentlich Johannes Enno Wilhelm Gotthilf Korn, * 12. Juli 1934 in Marburg; † 18. September 1985 in Marburg) war ein deutscher Archivar, Heraldiker und Dozent an der Archivschule Marburg.

## Leben
Geboren wurde er als Sohn des Staatsarchivrates Otto Korn. Er besuchte die Gymnasien in Haldensleben, Magdeburg, Aurich und Düsseldorf. In den Jahren von 1954 bis 1960 studierte er an den Universitäten Münster, Freiburg und Göttingen, an der er 1960 sein Staatsexamen ablegte und 1962 promoviert wurde. Von 1960 bis 1962 war er an der Universität degli Studi Rom, Pont. Universität Gregoriana, Scuola Vaticana di Paleografia e Diplomatica, an der er ein Diplom als „Paleografo-Archivista“ ablegte. Von 1962 bis 1964 war Korn an der Archivschule in Marburg tätig, danach bis 1966 Assessor beim Staatsarchiv Münster, 1967 Regierungsarchivrat, 1972 Archivoberrat, 1974 Referent für Wappen-Siegel-Flaggen beim Staatsarchiv Marburg, 1975 Lehrbeauftragter an der Universität Gießen für Neuere Geschichte und an der Universität Marburg für Historische Hilfswissenschaften im Institut für Geschichte der Pharmazie. Er war in verschiedenen kulturgeschichtlichen Vereinigungen engagiert. Außerdem war er Mitglied des Herolds (seit dem 16. Juni 1964), des Adlers, der Schweizerischen Heraldischen Gesellschaft und der Societas Heraldica Scandinavica.
Am 24. Juli 1964 heiratete er in Marburg Gunthild Heydt, mit der er drei Söhne hatte.

## Heraldisches Schaffen
Korn veröffentlichte einen Aufsatz über „Adler und Doppeladler“ in der Vierteljahrsschrift des Herolds 1964–1968, ferner einen Ausstellungskatalog über „Otto Hupp“ (= Marburger Reihe, 6/1975) sowie sphragistische und heraldische Aufsätze. Einen weiteren Katalog (Hessische Kreis- und Gemeindewappen) mit 52 Wappen und Siegelzeichnungen von Heinz Ritt veröffentlichte er 1984. Hans-Enno Korn war Sammler heraldischer und sphragistischer Literatur (ca. 2.000 Bände), teilweise aus dem Besitz von Erich Kittel, darin war eine Spezialsammlung von Otto Hupp enthalten.

## Schriften (Auswahl)
- mit Kurt Dülfer: Gebräuchliche Abkürzungen des 16.–20. Jahrhunderts. Nachdruck der 9., überarb. Aufl. bearb. von Karsten Uhde, Marburg: Archivschule 2006.
- Otto Hupp. Meister der Wappenkunst 1859–1949. Ausstellung des Bayerischen Hauptstaatsarchivs, München, 6. Dezember 1984 – 3. Februar 1985. Neustadt a.d. Aisch: Degener 1984.